# Graham Linehan
Graham Linehan (narozen 1968) je irským scenáristou a režisérem. Společně s Arthurem Mathewsem napsal mnoho úspěšných televizních komedií, např. Black Books nebo The IT Crowd.

## Mládí a vzdělání
Linehan vyrostl v Castlenocku a navštěvoval Marist Catholic University School na Leeson street v Dublinu, kde také roku 1986 maturoval. Ve studiích pokračoval na Plenkett's School ve Whitehallu a na Colaiste Dhulaigh v Coolocku. Potom pracoval jako spisovatel v tisku Hot Press. Svůj sloupek měl také v magazínu In Dublin. Nakonec se odstěhoval do Londýna. Je ateistou a čestným členem Národní světské společnosti. Baví ho poker a hraje hlavní roli v britské televizní show Celebrity Poker Club.

## Spisovatelská kariéra

### Televize
Linehan a Mathews jsou zodpovědní za velkou část „sketch“ show včetně Alas Smith & Jones (1984), Harry Enfield a kámoši („Harry Enfield and Chums“,1994), The All New Alexei Sayle Show (1994), a postavy Teda & Ralpha ze seriálu Rychlá show (The Fast Show - postavy byly vytvořeny Linehanem a Mathewsem a hráli je Charlie Higson a Paul Whitehouse).
Nicméně to byl seriál Otec Ted (Father Ted, tři série 1995-1998), jenž může za jejich největší úspěch u veřejného publika.
Linehan a Mathews pak napsali první sérii „sketch“ show Velkovlak (Big Train, 1998), ale Linehan už v druhé sérii nepokračoval.
Také napsali epizodu „Dearth of A Salesman“ pro seriál Coogan's Run (1995), ve kterém vystoupila postava Garetha Cheesemana. Později, v roce 2003, byli časopisem The Observer jmenováni v seznamu padesáti nejkomičtějších her zpracovaných televizí.
Linehan píše od té doby pro další show, včetně seriálu Brass Eye (1997). S Dylanem Moranem spolupracoval na první sérii Black Books, do které přispěl také Mathews. Linehan svým materiálem přispěl také do hry Modrý Jam (Blue Jam) a jeho televizní adaptace s názvem Jam (2000).
V poslední době Linehan napsal a režíroval pro TV stanici Channel 4 sitcom Partička IT (IT Crowd, 2006), ve kterém usiloval o ustoupení od britského trendu komedií zesměšňujících dokumentární filmy a návrat k staromódnímu stylu sitcomu, natáčeným před obecenstvem ve studiu.

### Knihy
Linehan a Mathews publikovali jednu knihu:
- Otec Ted: Kompletní scénáře – Graham Linehan, Arthur Mathews (Father Ted: The Complete Scripts, Paperback - Boxtree; vyšel v UK 20. října 2000)

Také přispívali do různých magazínů a napsali poznámky pro populární řadu kompilací alternativní hudby „Volume“.

## Režisérská kariéra
Graham Linehan režíroval následující televizní show:
- osmnáct epizod seriálu Partička IT, (IT Crowd, 2006-2008)
- jednu epizodu seriálu Little Britain, (2003)
- šest epizod seriálu Black Books, (2000)
- šest epizod seriálu Velkovlak, (Big Train, 1998)

Jako režisér Linehan debutoval krátkým komediálním hororem Hello Friend, na kterém spolupracoval i jako scenárista. Tento film se objevil na bonusu k DVD The IT Crowd: Version 1.0. Linehan byl také výkonným producentem první řady seriálu Partička IT a vedoucí výroby jedné epizody seriálu Otec Ted (Father Ted, 1995-1998)

## Filmografie

### Scénář
- Partička IT (The IT Crowd, 2006-2008) - 24 epizod
- Hello Friend (2003)
- Velkovlak (Big Train, 1998-2002) - 12 epizod
- Black Books (2000) - 6 epizod
- Jam (2000) - 3 epizody (4.-6.)
- Hippies (1999) - 6 epizod
- Otec Ted (Father Ted, 1995-1998) - 25 epizod
- Never Mind the Horrocks (1996) - TV film
- Alas Smith & Jones (1984) - TV seriál, neznámý počet epizod (1995)
- Coogan's Run (1995) - 2 epizody:
  - Thursday Night Fever (1995)
  - Dearth of a Salesman (1995)
- The Saturday Night Armistice (1995) - TV seriál, neznámý počet epizod
- Paříž (Paris, 1994) - 6 epizod:
- Harry Enfield a kámoši (Harry Enfield and Chums, 1994) - TV seriál, neznámý počet epizod
- Rychlá show (The Fast Show, 1994) - jedna epizoda
- The Day Today (1994) - dvě epizody:
  - Meganews (1994)
  - The First (1994)
- The All New Alexei Sayle Show (1994) - 6 epizod

### Režisér
- Partička IT (The IT Crowd, 2006-2007) - 12 epizod
- Little Britain (2003) - jedna epizoda:
  - Domino Toppling (2003)
- Hello Friend (2003)
- Black Books (2000) - 6 epizod
- Velkovlak (Big Train, 1998) - 6 epizod

### Herec
- Partička IT (The IT Crowd, 2006-2007) - jedna epizoda:
  - Fifty fifty (2007) - role mexického zpěváka
- Garth Marenghi's Darkplace (2004) - dvě epizody:
  - The Creeping Moss from the Shores of Shuggoth (2004) - ostraha
  - Skipper the Eyechild (2004) - ostraha
- Black Books (2000) - dvě epizody:
  - Bezpečnostní dveře (The Big Lock-out, 2000) - muž v pozadí
  - Mannyho první den (2000) - milovník knih
- Velkovlak (Big Train, 1998) - dvě epizody
  - epizoda 1.5 - tleskající muž
  - epizoda 1.1 - hlas novináře
- Jsem Alan Partridge (I'm Alan Partridge, 1997) - jedna epizoda
  - Zabít směšného Alana - Aidan Walsh
- Otec Ted (Father Ted, 1996) - dvě epizody
  - Flight into Terror (1996) - otec Gallagher
  - Cigarettes and Alcohol and Rollerblading (1996) - muž procházející farou
- Paříž (Paris, 1994)
  - L'infamie (1994) - četník 1
- The Day Today (1994) - jedna epizoda
  - Stretchcast (1994) - 'družný' dárce

### Producent
- Partička IT (The IT Crowd, 2007/I) - výkonný producent
- Otec Ted (Father Ted, 1996-1998) - 9 epizod; vedoucí výroby

### Ostatní
- Otec Ted (Father Ted, 1998) - 8 epizod jako místní ředitel

### Poděkování
- Wallace & Gromit: Prokletí králíkodlaka (Wallace & Gromit in The Curse of the Were-Rabbit, 2005) - poděkování
- Velkovlak (Big Train, 2002) - 6 epizod; speciální poděkování

### Vlastní
- Comedy Connections (2004 - 2007) - dvě epizody:
  - Alan Smith a Jones (2007)
  - Otec Ted (2004)
- Imagine (2006) - jedna epizoda:
  - Komické věci, které se staly na cestě do studia (2006)
- 50 největších britských komediálních skečů (2005)
- 100 největších televizních postav (2001)